# Shen Pei
En aquest nom xinès, el cognom és Shen.
Shen Pei (mort el 204 EC) va ser un ministre servint sota el senyor de la guerra Yuan Shao durant el període de la tardana Dinastia Han Oriental de la història xinesa.
Shen va ser criticat moltes vegades per l'assessor de Cao Cao Xun Yu sent descrit com "fort de voluntat, però sense tacte". Després de la mort de Yuan Shao, Shen va anar a servir sota les ordres de Yuan Shang. Després Shen va ser capturat per Cao Cao, però es va negar a rendir-se. Això no obstant, en honor del seu senyor caigut Yuan Shao, Shen li va preguntar si ell podia ser executat mirant al nord, que era la direcció del seu senyor quan va ser executat. Quan Cao Cao va veure la gran lleialtat que posseïa Shen, es va assegurar de donar-li el més honorable dels enterraments.

## En la ficció
Ell i Su You eren encarregats de la defensa de la Província de Ji. Com Cao Cao era llavors apropant-se a la Província de Ji, Su hi va estar a punt de rendir-se, però després va fugir en adonar-se que Shen Pei sabia que era una trampa.